# Анищенко, Елена Александровна
Еле́на Алекса́ндровна Ани́щенко (род. 25 октября 1975, Новороссийск) — украинская актриса, заслуженная артистка Украины (1999 год) — получила звание в 23 года.

## Биография
Родилась в 1975 году в Новороссийске.
В 1990—1994 годах окончила Днепропетровское театральное училище (курс А. И. Москаленко) по специальности «артист театра и кино».
В 1996—2000 годах — актриса Крымского академического русского драматического театра имени А. М. Горького.
В 1999 году награждена дипломом «Лучшая актриса года 1998—1999», получила звание Заслуженная артистка Украины (1999); самая молодая заслуженная артистка на всём постсоветском пространстве — получила звание в 23 года.
С 2000 года живёт и работает в Москве, снимается в российских фильмах и сериалах.
В 2006 году окончила Московский педагогический государственный университет по специальности «артист мюзикла, педагог вокала».
Несколько лет работала как певица с Ильей Резником и Вячеславом Добрыниным.

## Роли в кино
В 2005—2022 годах снялась в более 15 фильмах и сериалах, в том числе:
Фильмы:
- 2016 — Гуляй, Вася! — мать Алисы
- 2021 — Чемпион мира — секретарь министра спорта

Сериалы:
- 2010 — Глухарь-3 (серии 50 и 51) — Наташа
- 2020 — Беспринципные — Лена
- 2022 — Нина — Анжелика Гандапас, ведущая
- 2024 — Ректор — хореограф

## Роли в театре
- «Гамлет» Шекспир — Офелия
- «Тартюф» Мольер — Марианна
- «Чайка» А. Чехов — Нина Заречная
- «Собака на сене» Лопе де Вега — Диана
- «Трактирщица» Гольдони — Мирандолина
- «Мастер и Маргарита» М. Булгаков — Маргарита
- «Королевские игры» Г. Горин — Анна Болейн
- «Виват Королева» Р. Болт — Елизавета английская
- «Женитьба Фигаро» Бомарше — Сюзанна
- «Доходное место» Н. Островский — Полина
- «Стоянка в Нагасаки» В. Пикуль — Окини-сан
- «Дурочка» Лопе де Вега — Финея
- «Ревизор» Н. Гоголь — Марья Антоновна
- «Женитьба Бальзаминова» Н. Островский — Анфиса
- «Единственный наследник» Ж. Реньяр -Лизетта
- «Криминальный талант» С. Радионов — Рукояткина
- «Лиса и виноград» Г. Фигейреду — Мелита
- «Дама без камелий» Т. Реттиган — Фиа
- «Брак по-итальянски» Эдурдо де Филиппо — Диана
- «Тетка Чарлея» Б. Томас — Китти Веден
- «Каприз» С. Цыпин — Падчерица
- «Снежная королева» Е. Шварц — Герда, Атаманша
- «Предложение» А. Чехов — Наталья Степановна
- «Дуэнья» Р. Шеридан — Донья Луиса
- «Восемь любящих женщин» Р. Тома — Сюзанна
- «Мачеха» Оноре де Бальзак — Полина
- «Поминальная молитва» Г. Горин — Хава
- «Свадьба соек» — Курица
- «Тряпичная кукла» — Марселла, Регеди Энн,
- «Левша» — Мэри
- «We will rock you» — Училка
- «Бременские музыканты» — Кошка